# Biblioteca Beinecke de livros e manuscritos raros
A biblioteca Beinecke de livros e manuscritos raros (/ˈbaɪnɪki/) é a biblioteca de livros raros e arquivo literário da Biblioteca da Universidade de Yale em New Haven, Connecticut. Fundada por um presente da família Beinecke e com sua própria dotação financeira, a biblioteca é financeiramente independente da universidade e é co-governada pela University Library e pela Yale Corporation.
Situado no Quadrilátero Hewitt da Universidade de Yale, o edifício foi projetado por Gordon Bunshaft da Skidmore, Owings & Merrill e concluído em 1963. É um dos maiores edifícios do mundo dedicado a livros e manuscritos raros. De 2015 a 2016, o prédio da biblioteca foi fechado por 18 meses para grandes reformas, que incluíram a substituição do sistema de climatização do prédio e a expansão das capacidades de ensino e exposição.

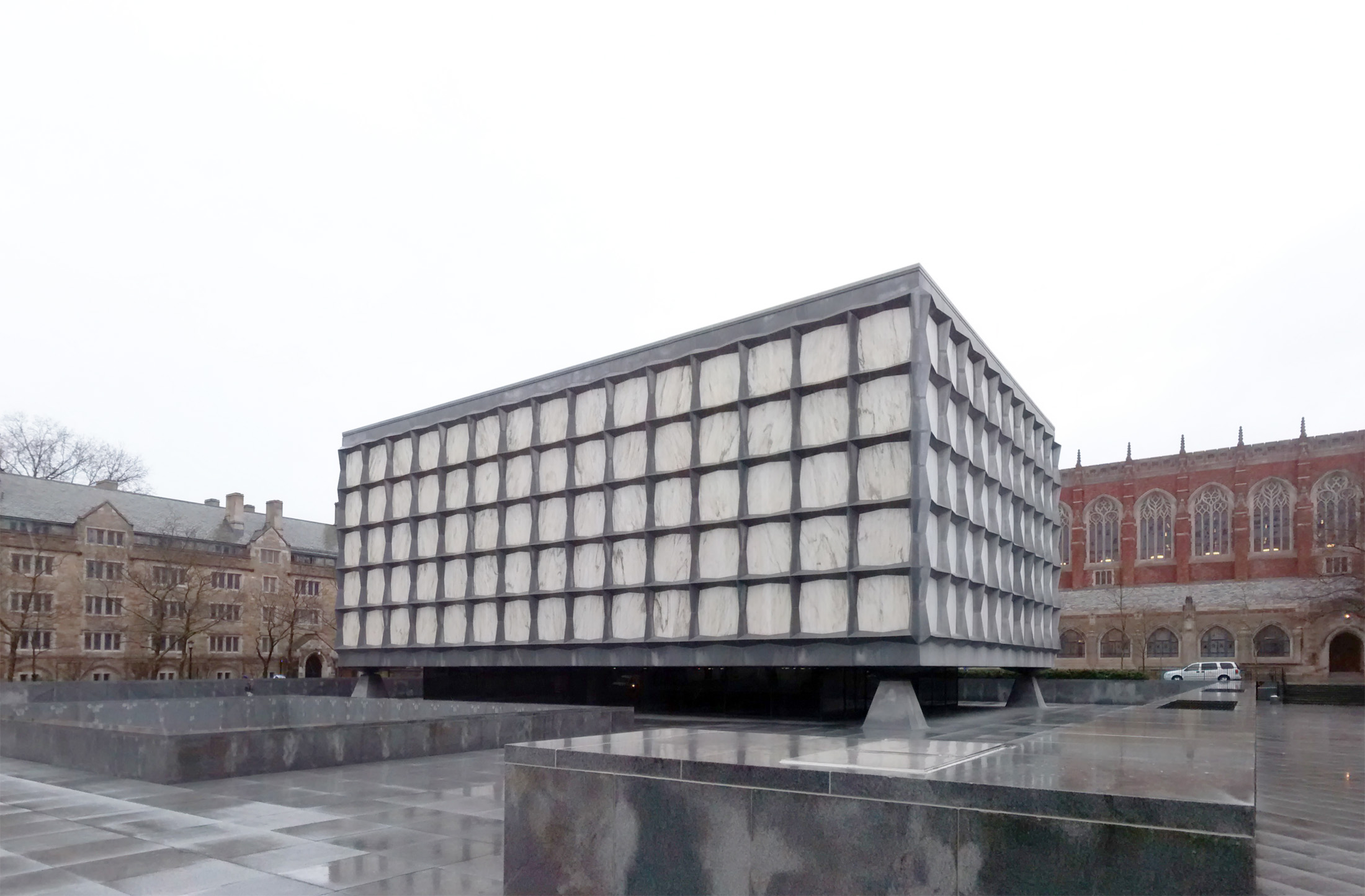
A fachada do edifício é em mármore e granito e está apoiada em pilares revestidos a granito. Um pátio rebaixado, com uma escultura projetada por Isamu Noguchi, está em primeiro plano à esquerda

## Arquitetura
Uma torre de seis andares acima do solo envidraçada com pilhas de livros é envolta por uma fachada sem janelas, sustentada por quatro pilares monolíticos nos cantos do edifício. A estrutura externa é apoiada por uma estrutura de aço com postes embutidos a 15 m para o alicerce em cada cais de canto. A fachada é construída em mármore translúcido venado e granito. O mármore é fresado em uma espessura de 32 mm e foi extraído de Danby, Vermont. Em um dia de sol, o mármore transmite a luz do dia filtrada para o interior em um sutil brilho âmbar dourado, produto de seu perfil delgado. Esses painéis são emoldurados por uma grade hexagonal de verniz de granito Vermont Woodbury, presa a uma estrutura de aço. As dimensões externas têm proporções matemáticas "platônicas" de 1:2:3 (altura: largura: comprimento). O prédio já foi chamado de "caixa de joias", e também "laboratório de humanidades". A estrutura modernista contém móveis projetados por Florence Knoll e Marcel Breuer.
Um mezanino de exibição público elevado circunda a torre de vidro e exibe, entre outras coisas, uma das 48 cópias existentes da Bíblia de Gutenberg.
O Beinecke é um dos maiores edifícios dos EUA inteiramente dedicado a livros e manuscritos raros. A biblioteca tem espaço na torre central para 180.000 volumes e espaço para mais de 1 milhão de volumes nas estantes de livros subterrâneas. A coleção da biblioteca, que está alojada tanto no prédio principal da biblioteca quanto na Biblioteca de Estantes da Universidade de Yale em Hamden, Connecticut, totaliza cerca de 1 milhão de volumes e vários milhões de manuscritos.

## História

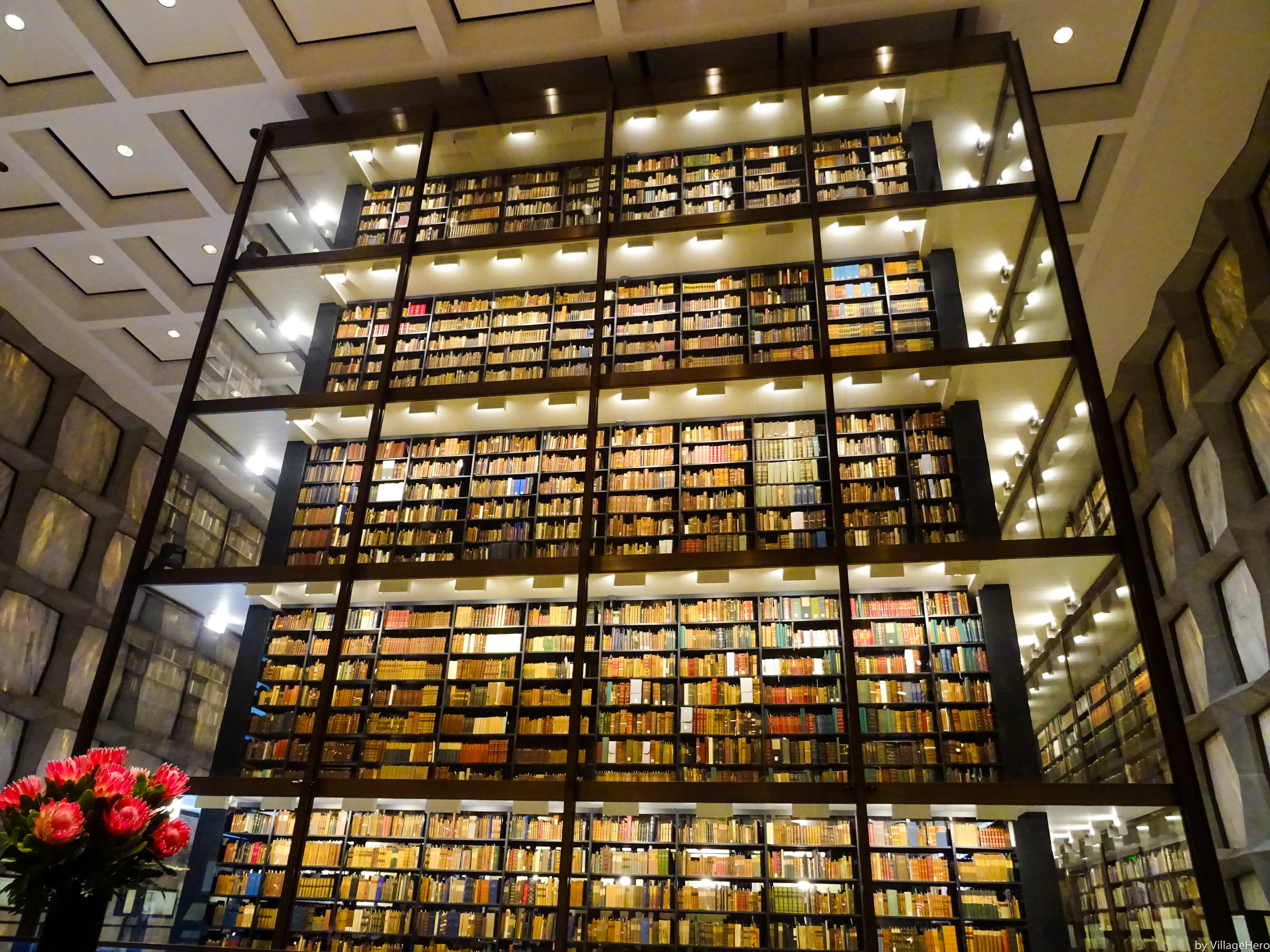
Uma torre de vidro exibe e protege os livros raros

No final do século 19, livros raros e valiosos da Biblioteca do Yale College foram colocados em estantes especiais na Biblioteca do Colégio, agora conhecida como Dwight Hall. Quando a universidade recebeu um legado multimilionário de John W. Sterling para a construção da Biblioteca Memorial Sterling em 1918, a universidade decidiu criar uma sala de leitura dedicada para seus livros raros, que se tornou a Sala de Livros Raros do edifício quando o edifício foi inaugurado em 1930. Como o legado não continha uma verba para livros ou materiais, o professor de inglês de Yale, Chauncey Brewster Tinker, pediu a ex-alunos de Yale que doassem materiais que dariam à universidade uma coleção tão monumental quanto seu novo prédio. Quando Sterling foi inaugurado, o apelo de Tinker acumulou uma coleção impressionante de livros raros, incluindo uma Bíblia de Gutenberg de Anna M. Harkness e várias coleções importantes da família Beinecke, mais notavelmente sua coleção sobre o oeste americano.

## Coleções especiais

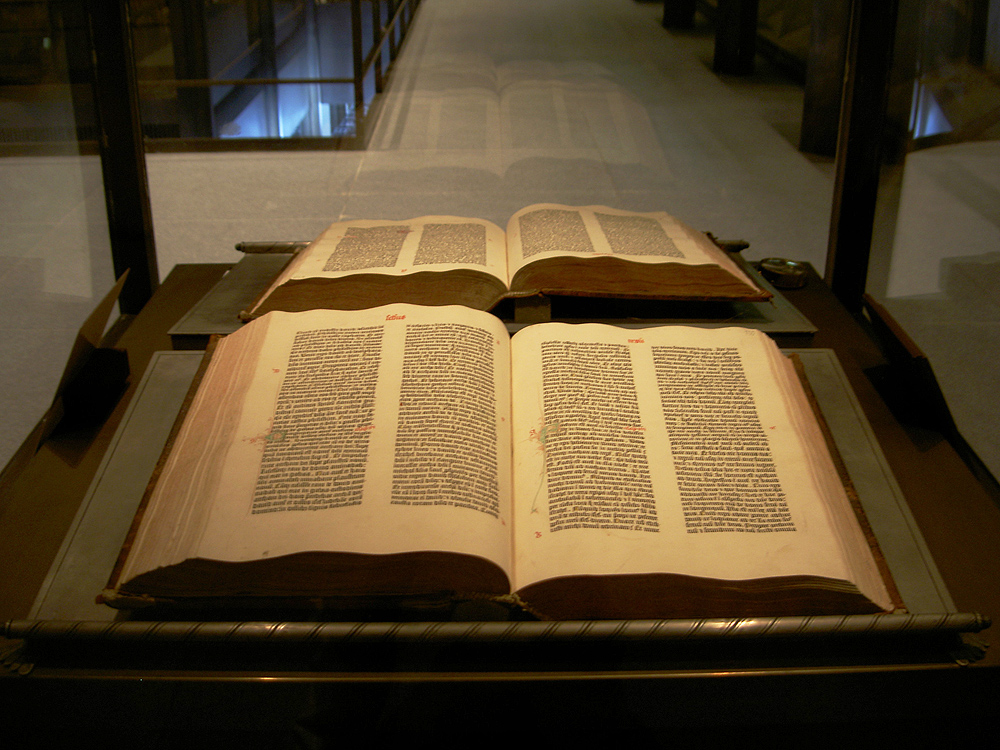
Os dois volumes de uma Bíblia de Gutenberg original

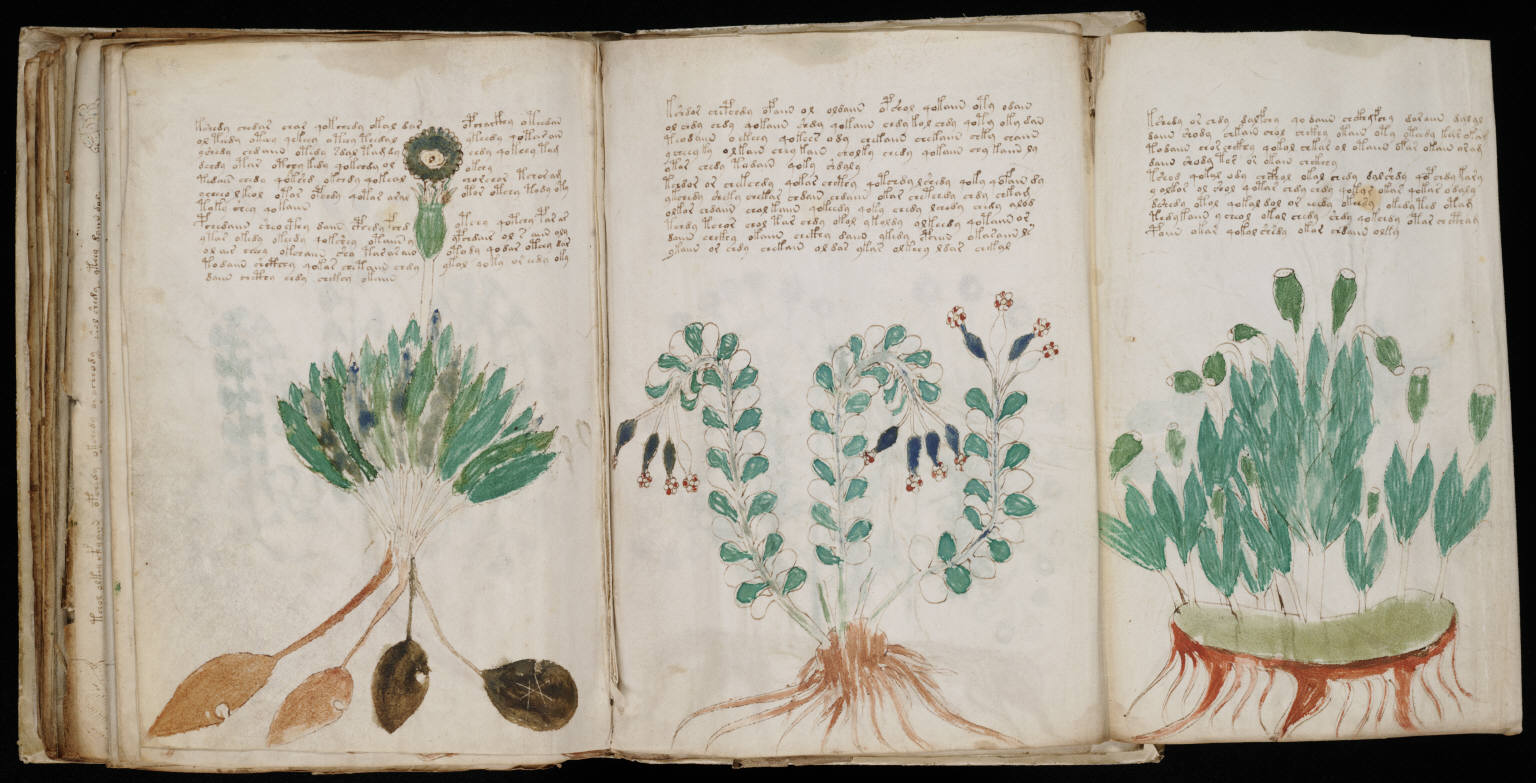
O manuscrito Voynich alojado na Biblioteca Beinecke

A biblioteca está aberta a todos os alunos e professores da Universidade de Yale, e a pesquisadores visitantes cujo trabalho requeira o uso de suas coleções especiais. Para acessar os materiais, existem formulários e políticas que os usuários devem ler.

## Exposições

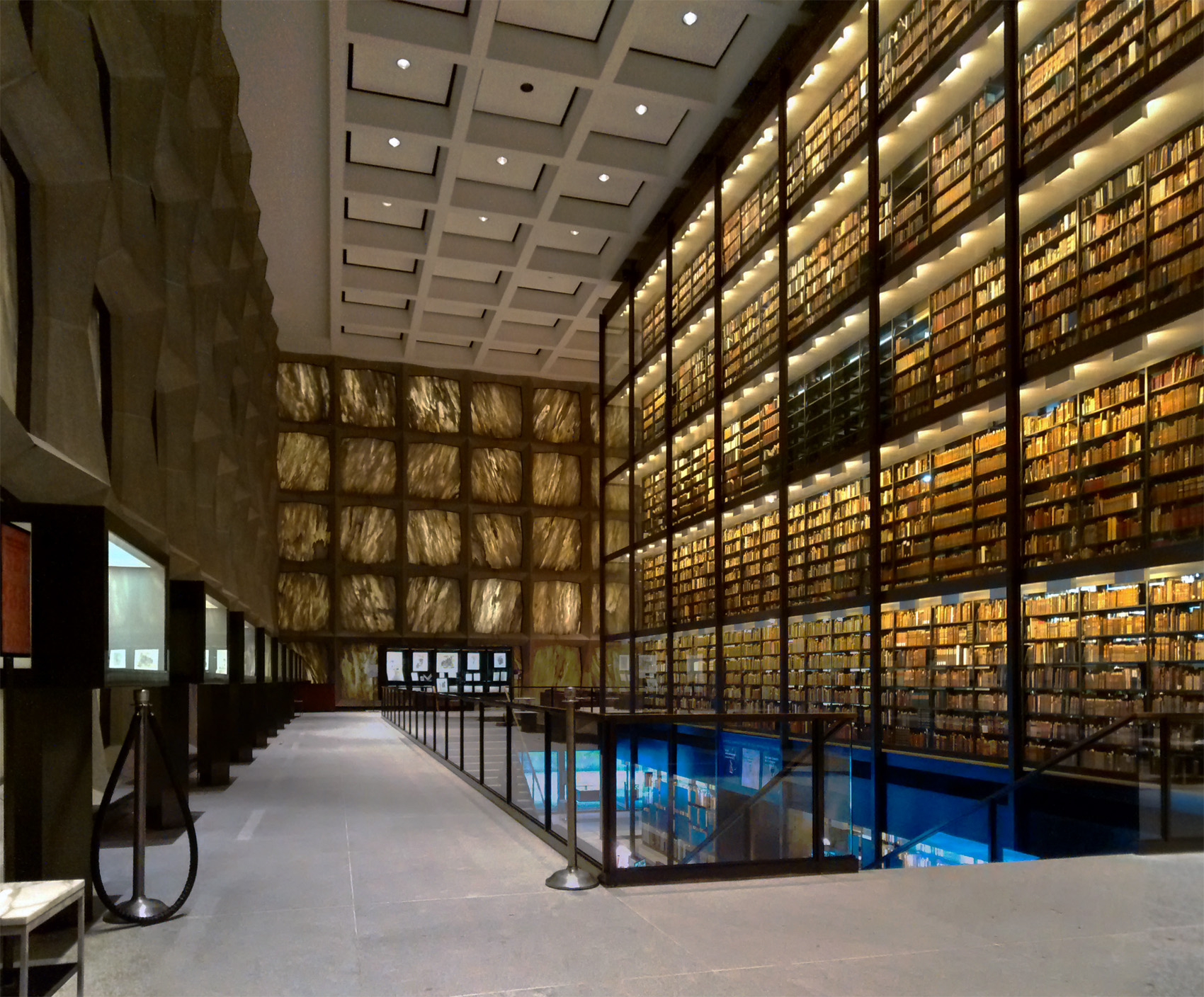
As estantes centrais climatizadas da Biblioteca Beinecke estão à direita. As pequenas vitrines iluminadas no nível do mezanino abrigam exibições temporárias

Além de itens em exibição permanente, como a Bíblia de Gutenberg, o Beinecke oferece um programa durante todo o ano de exposições temporárias extraídas de suas coleções. Por exemplo, em 2006, a biblioteca apresentou Breaking the Binding: Printing and the Third Dimension, uma mostra de flap books, pop-ups, livros de perspectiva, panoramas e peep-shows em formato impresso. As vitrines estão localizadas no mezanino e na entrada do térreo, e podem ser visualizadas livremente pelo público em geral sempre que a biblioteca estiver aberta.

## Segurança
A coleção Beinecke não circula; todos os materiais devem ser consultados na sala de leitura. A biblioteca hospeda quase 10.000 visitas de pesquisa anualmente, quase metade das quais com acadêmicos sem afiliação formal à Universidade de Yale.
As pilhas centrais fechadas em vidro (não acessíveis ao público) podem ser inundadas com uma mistura de Halon 1301 e gás supressor de incêndio Inergen se os detectores de incêndio forem acionados. Um sistema anterior usando dióxido de carbono foi removido por razões de segurança do pessoal.
Depois que uma infestação do besouro Xestobium rufovillosum foi descoberta em 1977, a Biblioteca Beinecke ajudou a criar o método não tóxico de controle de pragas devoradoras de papel congelando livros e documentos a −33 °F (−36 °C) por três dias. Todas as novas aquisições recebem este tratamento como precaução, e o método de congelamento profundo agora é amplamente aceito para controle de pragas em bibliotecas de coleções especiais.